# Thượng Nung
Thượng Nung là một xã thuộc huyện Võ Nhai, tỉnh Thái Nguyên, Việt Nam.

## Địa lý
Xã Thượng Nung nằm ở phía bắc huyện Võ Nhai, có vị trí địa lý:
- Phía đông giáp xã Vũ Chấn
- Phía tây giáp xã Thần Sa
- Phía nam giáp xã Cúc Đường
- Phía bắc giáp xã Sảng Mộc.

Xã có diện tích 44,01 km², dân số năm 1999 là 1.863 người, mật độ dân số đạt 42 người/km².
Sông Nghinh Tường cùng các con suối phụ lưu chảy qua địa bàn xã.

## Hành chính
Xã Thượng Nung được chia thành 7 xóm: Tân Thành, Trung Thành, Lục Thành, An Thành, Lũng Hoài, Lũng Cà, Lũng Luông.